# سیارک ۲۵۹۹۲
سیارک ۲۵۹۹۲ (به انگلیسی: 25992 Benjamensun، نامگذاری:2001FT78)۲۵۹۹۲مین سیارک کشف شده‌است که در ۱۹ مارس ۲۰۰۱ کشف شد.